# Бельмохтар, Ильес
Ильес Бельмохтар (фр. Ilies Belmokhtar; араб. إليس بلمختار‎; родился 12 мая 2008, Иври-сюр-Сен, Франция) — марокканский футболист, вингер французского клуба «Монако».

## Клубная карьера
Воспитанник академии «Монако».

## Карьера в сборной
Выступал за сборные Марокко до 15 и до 16 лет. Весной 2025 года вместе со сборной Марокко до 17 лет одержал победу в Кубке африканских наций, забив на турнире 3 гола и отдав 1 голевую передачу.

## Достижения
Сборная Марокко (до 17 лет)
- Обладатель Кубка африканских наций до 17 лет: 2025